# 5655 Барні
5655 Барні (5655 Barney) — астероїд головного поясу, відкритий 29 вересня 1973 року.
Тіссеранів параметр щодо Юпітера — 3,379.